# Liste der Monuments historiques in Essey-lès-Nancy
Die Liste der Monuments historiques in Essey-lès-Nancy führt die Monuments historiques in der französischen Gemeinde Essey-lès-Nancy auf.

## Liste der Immobilien
| Bezeichnung                                  | Beschreibung                                                                    | Standort                  | Kennzeichnung | Schutzstatus | Datum | Bild           |
| -------------------------------------------- | ------------------------------------------------------------------------------- | ------------------------- | ------------- | ------------ | ----- | -------------- |
| Kirche St-Georges                            | ab der ersten Hälfte des 12. Jahrhunderts                                       | Rue Saint-Georges (Lage)  | PA00106444    | Inscrit      | 1990  | weitere Bilder |
| Archäologische Stätte Butte Sainte-Geneviève | leukische Höhenbefestigung, 120 bis 50 v. Chr.; Vornutzungen ab dem Neolithikum | nördlich des Ortes (Lage) | PA54000014    | Inscrit      | 1998  |                |

## Liste der Objekte
| Bezeichnung                                    | Beschreibung                                                          | Standort                                | Kennzeichnung | Schutzstatus | Datum | Bild |
| ---------------------------------------------- | --------------------------------------------------------------------- | --------------------------------------- | ------------- | ------------ | ----- | ---- |
| Grabstein für Magdeleine d’Haraucourt          | Stein, 1519                                                           | in der Kirche St-Georges (Lage)         | PM54000216    | Classé       | 1907  |      |
| Skulptur Knieende Trauernde                    | Stein, Ende des 18. Jahrhunderts, Johann Joseph Söntgen zugeschrieben | in der Kirche St-Georges (Lage)         | PM54000218    | Classé       | 1908  |      |
| Grabstein für Jean d’Haussonville              | Stein, 1545                                                           | in der Kirche St-Georges (Lage)         | PM54000215    | Classé       | 1907  |      |
| Orgel                                          | Haupteintrag für PM54001533                                           | in der Kirche St-Georges (Lage)         | PM54002165    | Inscrit      | 2005  |      |
| Orgelprospekt                                  | 1851 von Jean-Frédéric II. Verschneider gebaut                        | in der Kirche St-Georges (Lage)         | PM54001533    | Inscrit      | 2005  |      |
| Grabstein für Catherine de Heu                 | Stein, 1571                                                           | in der Kirche St-Georges (Lage)         | PM54000217    | Classé       | 1907  |      |
| Gemälde Madonna mit Kind, umgeben von Heiligen | Ölfarbe auf Leinwand, 1672 von Dominique Demange-Prot                 | in der Kirche St-Georges (Lage)         | PM54000219    | Classé       | 1971  |      |
| Kelch                                          | Silber, vergoldet, 1787 von Séverin Parisy                            | in der Kirche St-Pie-X-et-St-Luc (Lage) | PM54000220    | Classé       | 1972  |      |